# إتش تي سي هيرو
إتش تي سي هيرو (بالإنجليزية: HTC Hero) وأيضاً باسم تي-موبل جي2 تاتش (بالإنجليزية: T-Mobile G2 Touch) في المملكة المتحدة والنمسا وألمانيا وهولندا وهنغاريا وهو الجوال الثالث في لائحة جوالات إتش تي سي التي تعمل على نظام غوغل أندرويد.

## المواصفات
المواصفات التالية المذكور وفقاً لموقع الشركة إتش تي سي بتاريخ يونيو 2009
- حجم الشاشة : 3.2 في (81 ملم)
- دقة الشاشة : 320 × 480
- معالج Qualcomm بسرعة 528 MHz
- ذاكرة 288MB RAM
- نظام تحديد المواقع العالمي (بالإنجليزية: Global Positioning System)
- دعم اتصال واي في و 3 جي
- مقياس التسارع ومستشعر للوضع (بالإنجليزية: Accelerometer)
- بوصلة إلكترونية
- كاميرا 5 ميغا بيكسل
- دعم لبطاقات ميكرو اس دي
- بلوتوث 2.0
- نظام التشغيل : 1.5 أندرويد
- اللمس مبدع للغاية.

## السلبيات
- لا يوجد حاليًا دعم للغة العربية
- بعض التقارير تفيد أن شاشة العرض غير واضحة ويصعب رؤيتها في ضوء الشمس المباشر
- غير مناسبة للكتابة السريعة بسبب عدم احتوائه على لوحة مفاتيح كاملة
- لكن البعض من دعمهم للغلة العربية قامو ببعض برمجي وتطوير البرامج لكي يدعم هذا الجهاز اللغة العربية